# Lanques-sur-Rognon
Lanques-sur-Rognon is een gemeente in het Franse departement Haute-Marne (regio Grand Est) en telt 204 inwoners (2005). De plaats maakt deel uit van het arrondissement Chaumont.

## Geografie
De oppervlakte van Lanques-sur-Rognon bedraagt 12,8 km², de bevolkingsdichtheid is 15,9 inwoners per km².
De onderstaande kaart toont de ligging van Lanques-sur-Rognon met de belangrijkste infrastructuur en aangrenzende gemeenten.

## Demografie
Onderstaande figuur toont het verloop van het inwonertal (bron: INSEE-tellingen).